# Otaku Elf
Отаку Ельфійка (яп. 江戸前エルフ, Edomae Erufu) — це японська манґа, написана й проілюстрована Акіхіко Хіґучі. Серіалізація розпочалася в журналі Shōnen Magazine Edge від Kodansha у червні 2019 року. Після припинення випуску журналу серію перенесли на сайт Comic Days у грудні 2023 року. Станом на березень 2025 року її розділи зібрано в одинадцяти томах танкобон. Аніме-адаптація створена студією C2C, виходила в ефір з квітня по червень 2023 року.

## Сюжет
Шістнадцятирічна Коїто Коґаней нещодавно стала міко в святилищі Такамімі, а отже, і доглядальницею його живого «божества» — прекрасної безсмертної ельфійки на ім'я Ельда. Однак Ельда — затворниця, яка страшенно боїться виходити за межі святилища після того, як 60 років тому хлопчик випадково насміхнувся з її вух. Через це Коїто намагається вивести Ельду з її добровільної ізоляції та допомогти насолоджуватися життям у великому світі, хоча її успіхи в цьому доволі неоднозначні.

## Персонажі
Коїто Коґаней (яп. 小金井 小糸, Koganei Koito)
Сейю: Юка Одзакі
Коїто успадкувала роль міко у п'ятнадцятому поколінні своєї родини після смерті матері, разом із чималим розчаруванням, оскільки «богиня» її святилища — ельфійка, викликана сотні років тому — виявилася зовсім не тим величним створінням, яке можна зустріти у фантастичних історіях. Попри це, вона турбується про Ельду, оскільки та втішила її після смерті матері, коли Коїто було шість років.
Ельда (яп. エルダ, Eruda) / Ельдаріє Ільма Фаномене (яп. エルダリエ・イルマ・ファノメネル, Erudarie Iruma Fanomeneru)
Сейю: Косімідзу Амі
Прекрасна ельфійка віком 621 рік, яку понад 400 років тому викликав у цей світ Токуґава Ієясу. Вона стала місцевим «божеством» святилища Такамімі під титулом Такамімі-хіме-но-Мікото (яп. 高耳毘売命). Проте замість виконання своїх «божественних» обов'язків Ельда стала затятим отаку, який воліє проводити час удома, дивлячись аніме, граючи у відеоігри, поїдаючи смаколики та запиваючи енергетиками. Її єдина магічна здатність — телепатичний зв'язок з іншими. Попри свої вади й крайню сором'язливість, вона неймовірно популярна серед місцевих жителів, головним чином завдяки своїй незмінній молодості.
Кома Сакураба (яп. 桜庭 高麗, Sakuraba Koma)
Сейю: Харука Айкава
Однокласниця та найкраща подруга Коїто.
Койудзу Коґаней (яп. 小金井 小柚子, Koganei Koyuzu)
Сейю: Хітомі Секіне
Молодша сестра Коїто. Незважаючи на свій юний вік, вона чудова кулінарка, а її страви дуже подобаються Ельді. Також вона відома на місцевому рибному ринку та користується повагою серед його працівників.
Йорд (яп. ヨルデ, Yorude) / Йордеріла Ліла Феноменеа (яп. ヨルデリラ・リラ・フェノメネア, Yoruderira Rira Fenomenea)
Сейю: Куґімія Ріе
622-річна темна ельфійка та «божество» святилища Хіромімі, носить почесне ім'я Хіромімі-хіме-но-Мікото (яп. 廣耳比売命). Її викликав у цей світ Тойотомі Хідейосі одночасно з Ельдою. Вона надзвичайно енергійна і, на відміну від Ельди, багато подорожувала Японією, хоча має жахливе почуття орієнтації. Попри те, що вона на рік старша за Ельду, зовнішньо та за характером більше нагадує дитину.
Хімаварі Кохіната (яп. 小日向 向日葵, Kohinata Himawari)
Сейю: Теру Ікута
Блондинка, ровесниця Коїто, п'ятнадцята міко у своїй родині, доглядає за Йорд.
Хайра (яп. ハイラ) / Хайларія Айра Мірараста (яп. ハイラリア・アイラ・ミララスタ, Hairaria Aira Mirarasuta)
Сейю: Ното Маміко
Відома як Урамімі-хіме-но-Мікото (яп. 麗耳毘売命), а також під прізвиськом «Хайра», вона є священним божеством святилища Урамімі, викликаним лордом Маеда Тошііє. У 726 років вона є найстаршою серед трьох ельфійок, викликаних у цей світ, через що наполягає, щоб Ельда зверталася до неї «оне-сама». Має пристрасть до азартних ігор, що викликає змішані почуття у її міко.
Ісузу Коімарі (яп. 小伊万里 いすず, Koimari Isuzu)
Сейю: Кана Ічіносе
Доглядальниця Хайри, ровесниця Коїто. Вона також є відомою інфлюенсеркою, шанувальницею якої є Коїто. Хоча вона часто сварить Хайру за азартні ігри, їй подобається фотографувати ельфійку та витрачати всі свої кишенькові гроші на друк її знімків у фотостудії.

## Медіа

### Манґа
Написана й проілюстрована Акіхіко Хіґучі, манґа Otaku Elf розпочала серіалізацію в журналі Shōnen Magazine Edge від Kodansha 17 червня 2019 року. Після припинення випуску журналу 18 жовтня 2023 року серію перенесли на сайт Comic Days, починаючи з 20 грудня. Станом на березень 2025 року опубліковано одинадцять томів танкобон. У Північній Америці серію ліцензувало видавництво Seven Seas Entertainment у друкованому та цифровому форматах.

#### Обсяг
| №  | Дата виходу       | ISBN                   |
| -- | ----------------- | ---------------------- |
| 1  | 15 листопада 2019 | ISBN 978-4-06-517625-2 |
| 2  | 16 квітня 2020    | ISBN 978-4-06-519249-8 |
| 3  | 16 жовтня 2020    | ISBN 978-4-06-520771-0 |
| 4  | 17 травня 2021    | ISBN 978-4-06-523214-9 |
| 5  | 17 листопада 2021 | ISBN 978-4-06-526109-5 |
| 6  | 16 червня 2022    | ISBN 978-4-06-528054-6 |
| 7  | 16 березня 2023   | ISBN 978-4-06-530958-2 |
| 8  | 17 серпня 2023    | ISBN 978-4-06-532718-0 |
| 9  | 16 лютого 2024    | ISBN 978-4-06-534613-6 |
| 10 | 9 вересня 2024    | ISBN 978-4-06-536784-1 |
| 11 | 7 березня 2025    | ISBN 978-4-06-538734-4 |

### Аніме
Аніме-адаптацію у форматі телевізійного серіалу було анонсовано в червні 2022 року. Виробництвом займалася студія C2C, режисером виступив Такебумі Андзай, сценарії написав Шьоґо Ясукава, дизайном персонажів займався Такеші Ода, який також був головним режисером анімації, а музику створив Акіто Мацуда. Серіал транслювався з 8 квітня по 24 червня 2023 року в блокі Animeism на MBS та інших телеканалах. Початкова тема, "Kien Romance" (яп. 奇縁ロマンス), виконана Нанаво Акарі, а завершальною темою є "Odoru Hikari" (яп. おどる ひかり) у виконані Коді Лі. Sentai Filmworks надала ліцензію на серіал, і вони транслювали його на Hidive. Medialink ліцензувала серіал в Азіатсько-Тихоокеанському регіоні, і вони транслювалися на YouTube-каналі Ani-One Asia.

## Сприйняття
Алекс Хендерсон з Anime Feminist у рецензії на перший епізод зазначив, що серіал розуміє важливість «зворушливої взаємодії персонажів і глибших тем». Елда не лише захоплюється відеоіграми, але й має «глибоке почуття турботи про спільноту», якою опікується. Він описав аніме як надприродну комедію, де безглузді моменти ґрунтуються на персонажах, а не на «одноразових жартах», і підкреслив відсутність фансервісу.